# Gegenseitige Hilfe
Gegenseitige Hilfe ist ein ethisches Verhaltensprinzip, an dem sich ein bestimmtes solidarisches Verhalten unter Menschen orientiert. Dieses Prinzip spielte in der frühsozialistischen Arbeiterbewegung Frankreichs eine Rolle und ist nach dem russischen Naturforscher und Anarchisten Pjotr Alexejewitsch Kropotkin auch in der Tierwelt wirksam als ein Verhalten, das sich in der Evolution bewährt hat. Aktuell wird dem Prinzip der gegenseitigen Hilfe in den Diskussionen um eine solidarische Ökonomie Wert zugemessen.

## Mutualismus
Der Mutualismus als Prinzip der Gegenseitigkeit spielt sowohl in der Biologie (biologischer Mutualismus) als auch in der Ökonomie (ökonomischer Mutualismus) eine Rolle.
Im Frankreich des frühen 19. Jahrhunderts bildeten in Lyon die Heimweber solidarische Organisationen der gegenseitigen Hilfe, die sich selber Mutualisten nannten und die Basis für frühsozialistische Aufstände bildeten. Anknüpfend an die Lyoner Tradition, die Pierre-Joseph Proudhon 1843 persönlich kennenlernte – und wahrscheinlich auch angeregt durch eigene Erlebnisse an der Ecole mutuelle, einer Privatschule, an der sich die Kinder gegenseitig, das heißt die Älteren die Jüngeren, unterrichteten – übernahm Proudhon das Prinzip des Mutualismus als theoretische Grundlage seiner Sozialismuskonzeption.

## Gegenseitige Hilfe nach Kropotkin

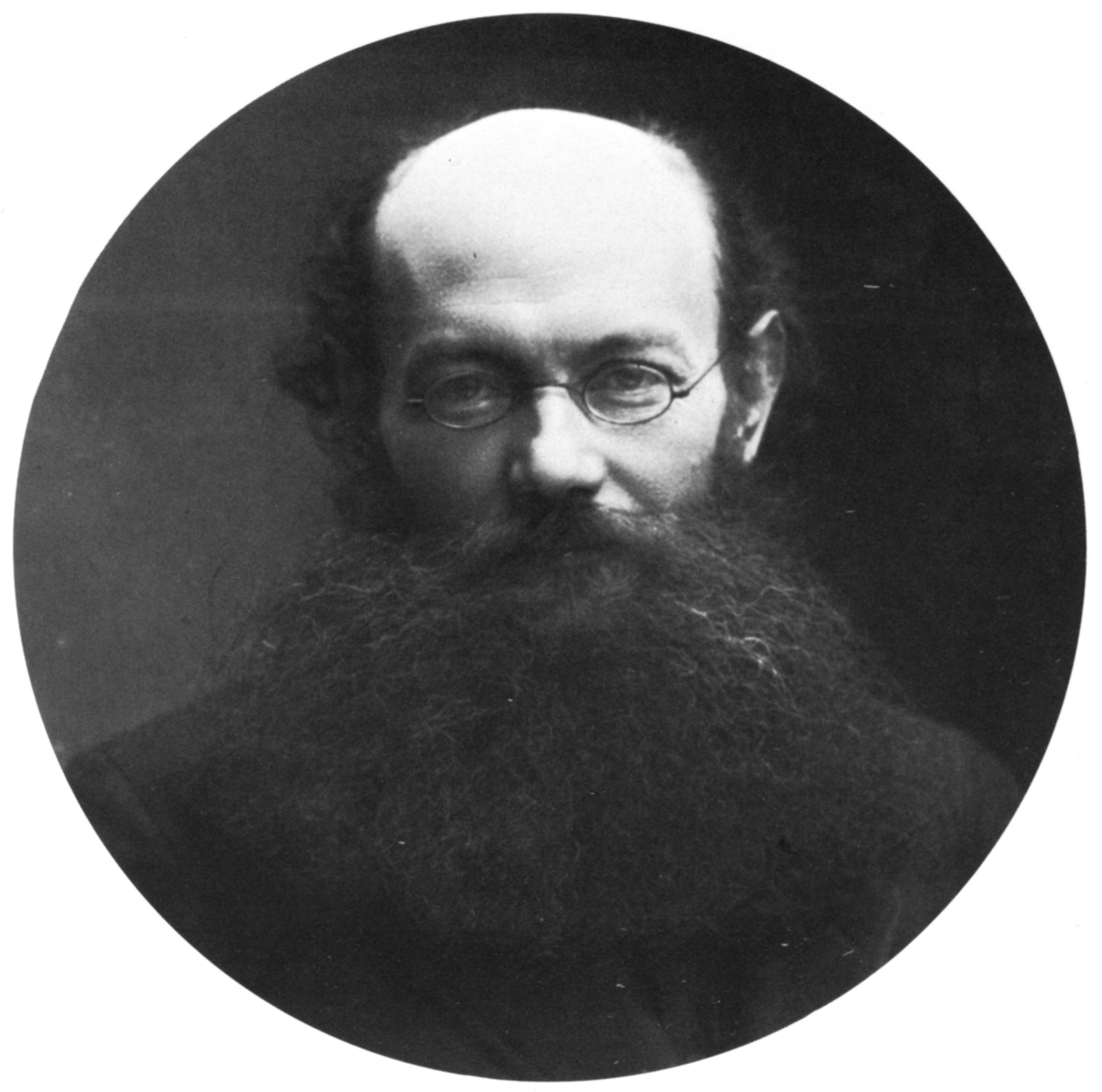
Pjotr Kropotkin

Der russische Naturforscher und Anarchist Pjotr Alexejewitsch Kropotkin sah sowohl in der Tier- als auch in der Menschenwelt das Prinzip der gegenseitigen Hilfe als Seinsgrundlage. Hierzu veröffentlichte er 1902 das entsprechende Buch Gegenseitige Hilfe in der Tier- und Menschenwelt.
In der Tierwelt wiesen gemeinsame Jagdstrategien, die Aufzucht von Jungtieren, gegenseitiger Schutz in Ansammlungen, Herden und Rudeln, die Sorge um kranke Artgenossen und die rituelle Konfliktvermeidung innerhalb einer Art auf die Geselligkeit und nicht auf den Kampf ums Dasein als Antrieb zur Evolution hin. Der Hauptaspekt sei das Naturgesetz der gegenseitigen Hilfe als Ergebnis von Geselligkeit und Individualismus und nicht der Nebenaspekt des Kampfes ums Dasein unter dem Druck kurzfristiger Notzeiten. Ebenso sei die Geschichte der Menschheit immer vom Prinzip der gegenseitigen Hilfe geprägt gewesen. Es lasse sich seiner Meinung nach am besten in kleinen sozialen Einheiten verwirklichen, die dezentral und gleichberechtigt vernetzt sind. Ihre Funktionstüchtigkeit werde durch freie, jederzeit kündbare Vertragsverhältnisse ohne übergeordnete Instanzen angetrieben, weil die Freiwilligkeit die soziale Initiative und Lust am freien Schöpfen stärke.

## Gegenseitige Hilfe als praktische Kritik der Erwerbsarbeit
Das ist (über die umgangssprachliche Bedeutung hinaus) ein Konzept, aus den Tätigkeitsideen von Menschen eine im Alltag wirksame Projektgemeinschaft zu entwickeln.
Die Gegenseitigkeit des Wirtschaftens füreinander, also ohne direkt abzurechnen (Äquivalenz), grenzt sich ab von karitativer Hilfe: Alle können in einer arbeitsteiligen Projektgemeinschaft etwas für die anderen beitragen. Gegenseitige Hilfe nimmt bewusst als Grundlage, was in einer wertorientierten Gesellschaft kaum mehr zu finden ist: Die dort Aktiven helfen sich gegenseitig. Überall in der Gesellschaft sind nach diesem Ansatz noch Reste oder Keime davon vorhanden: in den Familien, Vereinen, Freundes- und Bekanntschaftskreisen. Das Konzept versucht, daran anzuknüpfen und dafür einen systematischen Rahmen zu schaffen. Es sollen punktuelle gegenseitige Hilfen weiter intensiviert werden. Die Beteiligten fragen sich: „Wer möchte freiwillig, aber verbindlich etwas für die anderen Aktiven in der jeweiligen Gemeinschaft tun?“
Gegenseitige Hilfe wird als „praktische Kritik der Erwerbstätigkeit“ und „praktische Waren- und Geldkritik“ begriffen. Sie versucht, hochabstrakte gesellschaftliche Verhältnisse, die über Waren und Geld abgewickelt werden, in konkretere zwischenmenschliche Verabredungen zur gemeinschaftlichen Arbeit umzusetzen. Ein Ziel der gegenseitigen Hilfe ist es, über solidarisches Verhalten zwischen Einzelnen hinaus, durch die Zusammenarbeit von einzelnen Projekten eine gemeinschaftliche, verabredete Arbeitsteilung zu entwickeln. Durch lebendige Teilgruppen, die mit einem Teil ihrer Kraft bewusst etwas für die Gesamtgruppe beitragen, soll die Qualität der gegenseitigen Hilfe in Richtung von Gemeinschaftsarbeit gesteigert werden. Weiteres Ziel der gegenseitigen Hilfe ist eine langfristige, freiwillige Aktivierung in einer Projektgemeinschaft, die gleichzeitig kreative Kräfte der Einzelnen freisetzt und die Fähigkeiten sich erfüllend und wirksam dort zu bewegen.

## Gegenseitige Hilfe als Kritik am Individualismus
In anderen Diskussionen wird von Kropotkins Prinzip ausgehend gegenseitige Hilfe als Alternative zum historischen Konzept des autonomen Individuums diskutiert. Dem Individualismus wird das Modell der Kleingruppe gegenübergestellt. Gegenseitige Hilfe wird als ein offenes Modell „freiwilliger“ Kooperation von Kleingruppen in Abgrenzung zu „unselbstständiger“ Kooperation erläutert.